# Leonberg
Leonberg es una ciudad situada en el centro del estado de Baden-Wurtemberg, unos 13 km al oeste de Stuttgart, en Alemania. Tiene aproximadamente 45 000 habitantes, lo que la convierte en la tercera ciudad más poblada —tras Sindelfingen y Böblingen— del distrito de Böblingen. Desde el 1 de octubre de 1963, es una gran ciudad de distrito (Große Kreisstadt), sede del mismo hasta la reforma de 1973.

## Lugares de interés
- Jardín de naranjos amargos de Leonberg

## Ciudades hermanadas
- Neukölln, Alemania